# Belo Polje (Brus)
Belo Polje (Servisch cyrillisch: Бело Поље) is een plaats in de Servische gemeente Brus. De plaats telt 50 inwoners (2002).